# Provinciale weg 291
De provinciale weg 291 (N291) is een provinciale weg in de Nederlandse provincie Limburg. De weg vormt een verbinding tussen de N271 nabij Ottersum en de Duitse grens.
De weg takt van de N271 af bij industrieterrein De Drie Kronen en volgt de oude loop van de N271 (die tot 1977 door het centrum van Gennep liep) tot Ottersum. Vanaf Ottersum loopt de weg via Ven-Zelderheide naar de Duitse grens waar hij verdergaat als L484 richting Kleef en direct na de grens, bij de buurtschap Grunewald, de B504 (richting Kranenburg en Goch) kruist.
De weg is uitgevoerd als tweestrooks-gebiedsontsluitingsweg met buiten de bebouwde kom een maximumsnelheid van 80 km/h. Ter hoogte van Ottersum draagt de weg de namen Nijmeegseweg, Ottersumseweg en Sint Janstraat. Tussen Ottersum en de Duitse grens heet de weg Kleefseweg. De weg volgt grotendeels de Niers.
N62 · N69 · N251 · N252 · N253 · N254 · N255 · N256/A256 · N257 · N258 · N260 · N261 · N262 · N263 · N264 · N266 · N267 · N268 · N269 · N270/A270 · N271 · N272 · N273 · N274 · N275 · N276 · N277 · N278 · N279 · N280 · N281 · N282 · N283 · N284 · N285 · N286 · N287 · N288 · N289 · N290 · N291 · N292 · N293 · N294 · N295 · N296 · N296n · N297 · N298 · N300 · N321 · N322 · N324 · N329 · N389 · N394 · N395 · N396 · N397

N556 · N562 · N564 · N570 · N572 · N590 · N595 · N598 · N601 · N602 · N605 · N607 · N612 · N613 · N615 · N616 · N617 · N618 · N620 · N622 · N625 · N629 · N631 · N632 · N637 · N638 · N639 · N640 · N641 · N651 · N652 · N653 · N654 · N655 · N656 · N658 · N659 · N660 · N661 · N662 · N663 · N664 · N665 · N666 · N667 · N668 · N669 · N670 · N671 · N673 · N674 · N675 · N676 · N682 · N683 · N686 · N689 · N690 · N831 · N843

Voormalige provinciale wegen: N299 · N551 · N552 · N553 · N554 · N555 · N560 · N561 · N563 · N565 · N566 · N567 · N568 · N571 · N574 · N580 · N581 · N582 · N583 · N584 · N585 · N586 · N587 · N588 · N589 · N591 · N592 · N593 · N594 · N596 · N597 · N603 · N604 · N606 · N608 · N610 · N611 · N614 · N619 · N621 · N623 · N624 · N626 · N628 · N630 · N634 · N642 · N657